# Lista de filmes que receberam mais de dez indicações para os prêmios Oscar
Filmes que receberam mais de dez indicações aos prêmios Oscar. Os prêmios ganhos estão indicados dentro dos parênteses.

## 14 indicações
1. All About Eve, 20th Century Fox, 1950 (6 prêmios)
2. Titanic, 20th Century Fox e Paramount, 1997 (11 prêmios)
3. La La Land, Summit Entertainment, 2016 (6 prêmios)

## 13 indicações
1. Gone with the Wind, Metro-Goldwyn-Mayer, 1939 (10 prêmios, entre eles um honorário e um técnico)
2. From Here to Eternity, Columbia, 1953 (8 prêmios)
3. Mary Poppins, Buena Vista Distribution, 1964 (5 prêmios)
4. Who's Afraid of Virginia Woolf?, Warner Bros., 1966 (5 prêmios)
5. Forrest Gump, Paramount, 1994 (6 prêmios)
6. Shakespeare in Love, Miramax, 1998 (7 prêmios)
7. The Lord of the Rings: The Fellowship of the Ring, New Line, 2001 (4 prêmios)
8. Chicago, Miramax, 2002 (6 prêmios)
9. The Curious Case of Benjamin Button, Paramount e Warner, 2008 (3 prêmios)
10. The Shape of Water, Fox, 2017 (4 prêmios)
11. Oppenheimer, Universal, 2023 (7 prêmios)
12. Emilia Pérez, Pathé, 2024 (2 prêmios)

## 12 indicações
1. Mrs. Miniver, Metro-Goldwyn-Mayer, 1942 (6 prêmios)
2. The Song of Bernadette, 20th Century Fox, 1943 (4 prêmios)
3. Johnny Belinda, Warner Bros., 1948 (1 prêmio)
4. A Streetcar Named Desire, Warner Bros., 1951 (4 prêmios)
5. On the Waterfront, Columbia, 1954 (8 prêmios)
6. Ben-Hur, Metro-Goldwyn-Mayer, 1959 (11 prêmios)
7. Becket, Paramount, 1964 (1 prêmio)
8. My Fair Lady, Warner Bros., 1964 (8 prêmios)
9. Reds, Paramount, 1981 (3 prêmios)
10. Dances with Wolves, Orion, 1990 (7 prêmios)
11. Schindler's List, Universal, 1993 (7 prêmios)
12. The English Patient, Miramax, 1996 (9 prêmios)
13. Gladiator, DreamWorks e Universal, 2000 (5 prêmios)
14. The King's Speech, The Weinstein Company, 2011 (4 prêmios)
15. Lincoln, 20th Century Fox, 2012 (2 prêmios)
16. The Revenant, New Regency Pictures, 2016 (3 prêmios)
17. The Power of the Dog, Netflix, 2021

## 11 indicações
1. Mr. Smith Goes to Washington, Columbia, 1939 (1 prêmio)
2. Rebecca, United Artists, 1940 (2 prêmios)
3. Sergeant York, Warner Bros., 1941 (2 prêmios)
4. The Pride of the Yankees, RKO Radio, 1942 (1 prêmio)
5. Sunset Boulevard, Paramount, 1950 (3 prêmios)
6. Judgment at Nuremberg, United Artists, 1961 (2 prêmios)
7. West Side Story, United Artists, 1961 (10 prêmios)
8. Oliver!, Columbia, 1968 (5 prêmios, mais um prêmio honorário)
9. Chinatown, Paramount, 1974 (1 prêmio)
10. The Godfather Part II, Paramount, 1974 (6 prêmios)
11. Julia, 20th Century Fox, 1977 (3 prêmios)
12. The Turning Point, 20th Century Fox, 1977 (nenhum prêmio)
13. Gandhi, Columbia, 1982 (8 prêmios)
14. Terms of Endearment, Paramount, 1983 (5 prêmios)
15. Amadeus, Orion, 1984 (8 prêmios)
16. A Passage to India, Columbia, 1984 (2 prêmios)
17. The Color Purple, Warner Bros., 1985 (nenhum prêmio)
18. Out of Africa, Universal, 1985 (7 prêmios)
19. Saving Private Ryan, DreamWorks/Paramount, 1998 (5 prêmios)
20. The Lord of the Rings: The Return of the King, New Line, 2003 (11 prêmios)
21. The Aviator, Miramax, Initial Entertainment Group e Warner Bros., 2004 (5 prêmios)
22. Hugo, Paramount, 2011 (5 prêmios)
23. Life of Pi, 20th Century Fox, 2012 (4 prêmios)
24. Joker, Warner Bros, 2019 (2 prêmios)
25. Poor Things, Searchlight, 2023 (4 prêmios)

## 10 indicações
1. The Artist, The Weinstein Company/Warner Bros. France, 2011 (5 prêmios)
2. The Godfather, Paramount, 1972 (3 prêmios)
3. The Life of Emile Zola, Warner Bros., 1937 (3 prêmios)
4. How Green Was My Valley, 20th Century Fox, 1941 (5 prêmios)
5. Going My Way, Paramount, 1944 (7 prêmios)
6. Wilson, 20th Century-Fox, 1944 (5 prêmios)
7. Roman Holiday, Paramount, 1953 (3 prêmios)
8. Giant, Warner Bros., 1956 (1 prêmio)
9. Sayonara, Warner Bros., 1957 (4 prêmios)
10. The Apartment, United Artists, 1960 (5 prêmios)
11. Lawrence of Arabia, Columbia, 1962 (7 prêmios)
12. Tom Jones, United Artists, 1963 (4 prêmios)
13. Doctor Zhivago, Metro-Goldwyn-Mayer, 1965 (5 prêmios)
14. The Sound of Music, 20th Century-Fox, 1965 (5 prêmios)
15. Bonnie and Clyde, Warner Bros. Seven Arts, 1967 (2 prêmios)
16. Guess Who's Coming to Dinner, Columbia, 1967 (2 prêmios)
17. Anne of the Thousand Days, Universal, 1969 (1 prêmios)
18. Airport, Universal, 1970 (1 prêmio)
19. Patton, 20th Century-Fox, 1970 (7 prêmios)
20. Cabaret, Allied Artists, 1972 (8 prêmios)
21. The Exorcist, Warner Bros., 1973 (2 prêmios)
22. The Sting, Universal, 1973 (7 prêmios)
23. Neework, Metro-Goldwyn-Mayer/United Artists, 1976 (4 prêmios)
24. Rocky, United Artists, 1976 (3 prêmios)
25. Star Wars IV, 20th Century Fox, 1977 (6 prêmios, mais um especial)
26. On Golden Pond, Universal, 1981 (3 prêmios)
27. Tootsie, Columbia, 1982 (1 prêmio)
28. Bugsy, TriStar, 1991 (2 prêmios)
29. Braveheart, Paramount, 1995 (5 prêmios)
30. Crouching Tiger, Hidden Dragon, Sony Pictures Classics, 2000 (4 prêmios)
31. Gangs of New York, Miramax, 2002 (nenhum prêmio)
32. Master and Commander: The Far Side of the World, 20th Century Fox, 2003 (2 prêmios)
33. Slumdog Millionaire, Fox Searchlight e Celador Films Production, 2008 (8 prêmios)
34. True Grit, Paramount Pictures, 2010 (nenhum prêmio)
35. Gravity, Warner Bros., 2013 (7 prêmios)
36. American Hustle, Columbia Pictures, 2013 (nenhum prêmio)
37. Mad Max: Fury Road, Village Roadshow Pictures e Warner Bros. ,2015 (6 prêmios)
38. The Favourite, Fox Searchlight, 2018 (1 prêmio)
39. Roma, Netflix, 2018 (3 prêmios)
40. 1917 , Universal Pictures, 2019 (3 prêmios)
41. Once Upon a Time in Hollywood, Columbia Pictures, 2019 (2 prêmios)
42. The Irishman, Netflix, 2019  (nenhum prêmio)
43. Mank, Netflix, 2020 (2 prêmios)
44. Dune, Warner Bros., 2021 (6 prêmios)
45. Killers of the Flowers Moon, Paramount, 2023 (nenhum prêmio)
46. The Brutalist, A24, 2024 (3 prêmios)
47. Wicked, Universal Pictures, 2024 (2 prêmios)